# Убейд Закані
Нізам ен-Дін Убейдуллах Закані (перс. نظام‌الدین عبیدالله زاکانی) або просто Убейд Закані (перс. عبید زاکانی) — перський поет-сатирик XIV століття.

## Біографія
Народився близько 1300 року в селі Закан, що поблизу Казвіна, Північний Іран. Убейд Закані — нащадок арабської знаті. Під час правління шаха Абу Ісхака Інджу (пом. 1347-7), навчався та жив у Ширазі. Однак, після того, як владу захопив інший правитель, був вимушений покинути місто. Почався період його поневірянь. Жив поет у злиднях та мав багато боргів. Помер близько 1371 року.
Покинувши «серйозне письмо», почав писати сатиричні та іронічні твори. У своєму трактаті під назвою «Етика благородних» (1340) поет, зокрема, критикує та висміює знать та можновладців. Продовжує таку критику й у трактаті «Означення» (ака «Десятиглав»). Прикладом політичної сатири є його хрестоматійна казка під назвою «Миші й кіт». Одним із найвідоміших центральних праць поета є також збірка анекдотів — «Трактат, що звеселяє серце». Писав як перською, так і арабською мовами.

## Українські переклади
- Убейд Закані. Трактат, що звеселяє серце. — Журнал «Всесвіт», № 7. — 1990.
- Убейд Закані. Витончені жарти. — Навчальна книга - Богдан, 2012. — 144 с. — ISBN 978-966-10-2732-8.